# Oleg Kuliszew
Oleg Fiodorowicz Kuliszew (ros. Олег Фёдорович Кулишев, ur. 21 października 1928 w Moskwie, zm. 4 marca 2002 tamże) – radziecki wojskowy, generał pułkownik.

## Życiorys
Od 1946 służył w Armii Radzieckiej, w 1947 skończył szkołę piechoty w Tambowie (został potem dowódcą plutonu i następnie kompanii), w 1958 Akademię Wojskową im. Frunzego, a w 1968 Wojskową Akademię Sztabu Generalnego Sił Zbrojnych ZSRR im. K.J. Woroszyłowa. Po ukończeniu akademii został dowódcą batalionu w pułku powietrznodesantowym, później był zastępcą dowódcy i w latach 1962-1966 dowódcą pułku w 106 Dywizji Powietrznodesantowej, 1968-1970 był komendantem szkoły wojskowej w Riazaniu, a 1970-1973 dowódcą 7 Gwardyjskiej Dywizji Powietrznodesantowej. Następnie służył w wojskach lądowych, 1973-1974 dowodził 28 Korpusem Armijnym, 1974-1975 6 Armią Leningradzkiego Okręgu Wojskowego, a od 26 czerwca 1975 do 6 lutego 1978 Północną Grupą Wojsk w Polsce. Od 6 lutego 1978 do 13 sierpnia 1983 dowodził wojskami Zakaukaskiego Okręgu Wojskowego, 1983-1988 był I zastępcą głównego inspektora Ministerstwa Obrony ZSRR, następnie został zwolniony do rezerwy.

## Odznaczenia
- Order Rewolucji Październikowej
- Order Czerwonego Sztandaru
- Order „Za służbę Ojczyźnie w Siłach Zbrojnych ZSRR” III klasy

I wiele medali.